# Stadttheater Wiener Neustadt

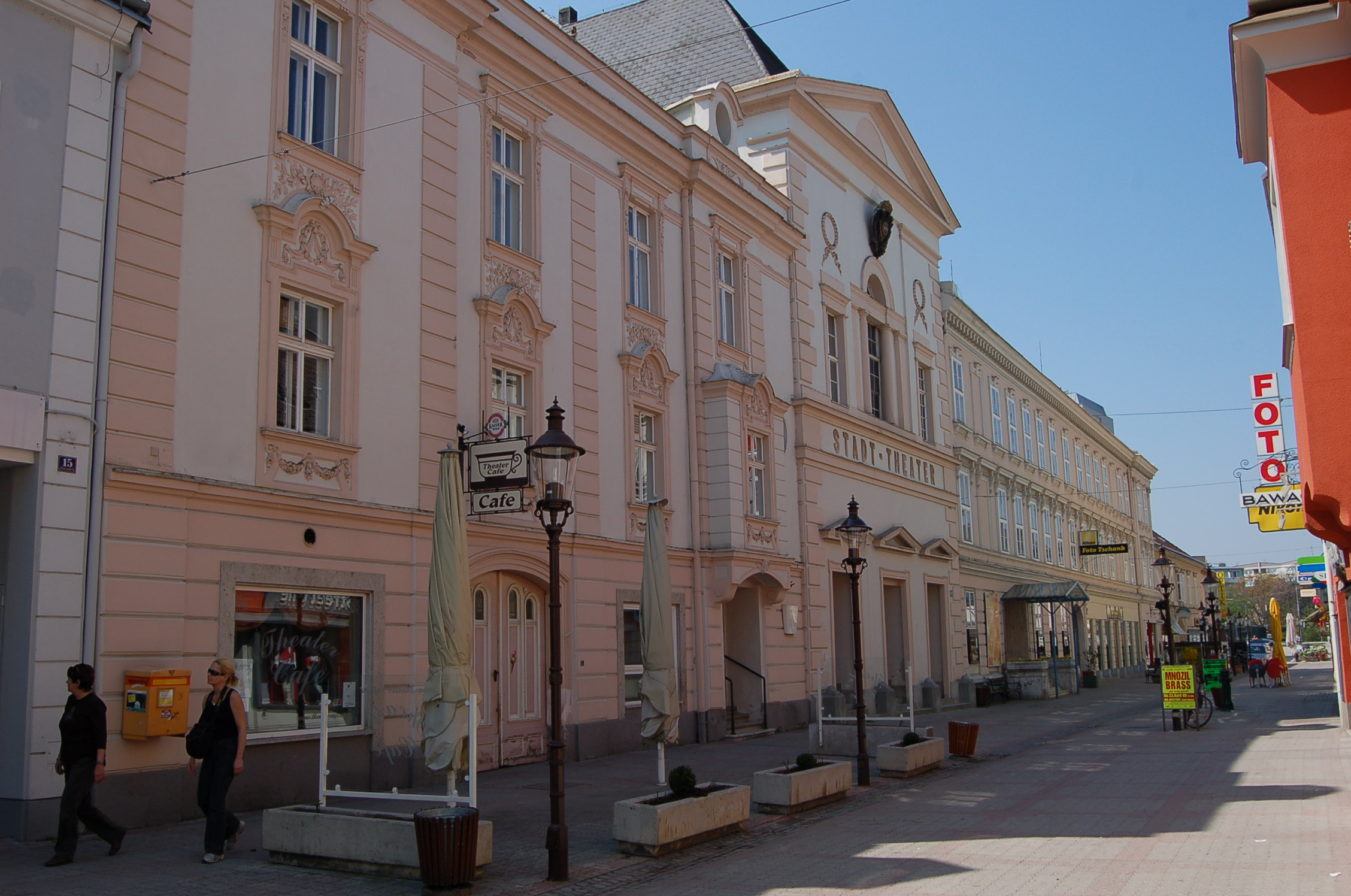
Stadttheater Wiener Neustadt

Das Stadttheater Wiener Neustadt ist ein städtisches Theater der Stadt Wiener Neustadt in Niederösterreich in der Herzog-Leopold-Straße 17–21.

## Geschichte
Die ehemalige Klosterkirche des ehemaligen Karmelitinnenklosters mit der Fassade zur Herzog-Leopold-Straße bildet das heutige Stadttheater. Der schmale zweigeschoßige Bau mit einem Walmdach wurde 1668 errichtet. Kloster wie Kirche wurde unter Josef II. profaniert, die Kirche zu einem Theater umgebaut, die Fassade im Jahre 1793 in klassizistischen Formen neu gestaltet. Das Stadttheater wurde im Jahre 1794 eröffnet, 1834 brannte das Haus nieder und wurde beim Wiederaufbau wesentlich vergrößert. Im Inneren ist ein kleiner zweirangiger Zuschauerraum, welcher von 1977 bis 1979 renoviert und für 624 Sitzplätze modernisiert wurde, wobei der Eiserne Vorhang vom Maler Wolfgang Hutter eingebaut wurde. Es ist das größte Ölgemälde des führenden Künstlers aus der Schule der Wiener Phantastischen Realisten.
Die ehemalige Einrichtung der Klosterkirche, wie Hochaltar, Seitenaltar, Kanzel, Orgel und der Sakristeischrank ist jetzt in der Pfarrkirche Wolfpassing an der Hochleithen.
Ab Sommer 2016 war Christoph Dostal fünf Jahre lang Künstlerischer Leiter des Theaters. 2023 wurde Maria Großbauer zur Geschäftsführerin der Theater Wiener Neustadt GmbH, der Betreibergesellschaft des Stadttheaters, bestellt.
Ab 2021 wurde das Theater um rund 14,5 Millionen Euro generalsaniert. Am 8. November 2024 wurde das sanierte Gebäude mit einer auf ORF III übertragenen Gala mit Lidia Baich, Andreas Schager, Ina Regen, Samuel Neubauer und dem Tonkünstler-Orchester Niederösterreich unter Lorenz C. Aichner wiedereröffnet.

## Direktoren bis 1848
- J.G. Wilhelm: 1794 sporadisch bis 1805, u. a. mit Philipp Berndt, Karl Stadtler und Wenzel Mihule
- Karl Maier: 1799–1800
- Franz Xaver Deutsch: 1803/1804
- Joseph Weyße: 1805/1806
- Franz Jakob Scherzer: 1806–1818[9]
- Leopold Hoch: 1818–1821
- Friedrich Cuno: 1821–1825
- Leopold Hochrieder: 1825–1827
- K.L. Wittich: 1827–1829
- K. Weidinger: 1829–1833
- Joseph Eichwald: 1833/1834
- Josef Klein: 1834–1836
- Josef K. Böhm: 1836–1839
- Anton August Roll: 1839–1842
- Michael Willy: 1842–1848[1]

## Auswahl der dort wirkenden Künstler
Johann Nestroy beteiligte sich an einer Gastvorstellung zugunsten des städtischen Armenfonds im Mai, 1856. 1861 wirkte Josef Lutz dort als Direktor und spielte mehrere Rollen. Der später als Komponist bekannter Paul Mestrozi war 1889 Direktor. Adele Sandrock spielte im Dezember 1903 dort die Titelrolle in Hamlet und im Dezember 1919 eine Rolle in der Kameliendame. Marie Therese Massa (1855–1887) erlebte 1881 einige Publikumserfolge in Wiener Neustadt und avancierte bald danach zu vielen Rollen in Wiener Theatern. Ihre Darstellung des Rafael in der Operette Die Prinzessin von Trapezunt war zuerst im Jahr 1881 in Wiener Neustadt ein Erfolg, daraufhin (bis 1885) in Wien. Immer wieder kam es zu Gastauftritten von berühmten Wiener Schauspielern, wie beispielsweise in der Saison von 1889, als Hermine Albrecht, Friederike Bognar und Friedrich Krastel dort auftraten.
Bei der ersten Aufführung nach einer jahrelangen Schließung traten 1979 die Schauspieler Curd Jürgens und Attila Hörbiger auf.

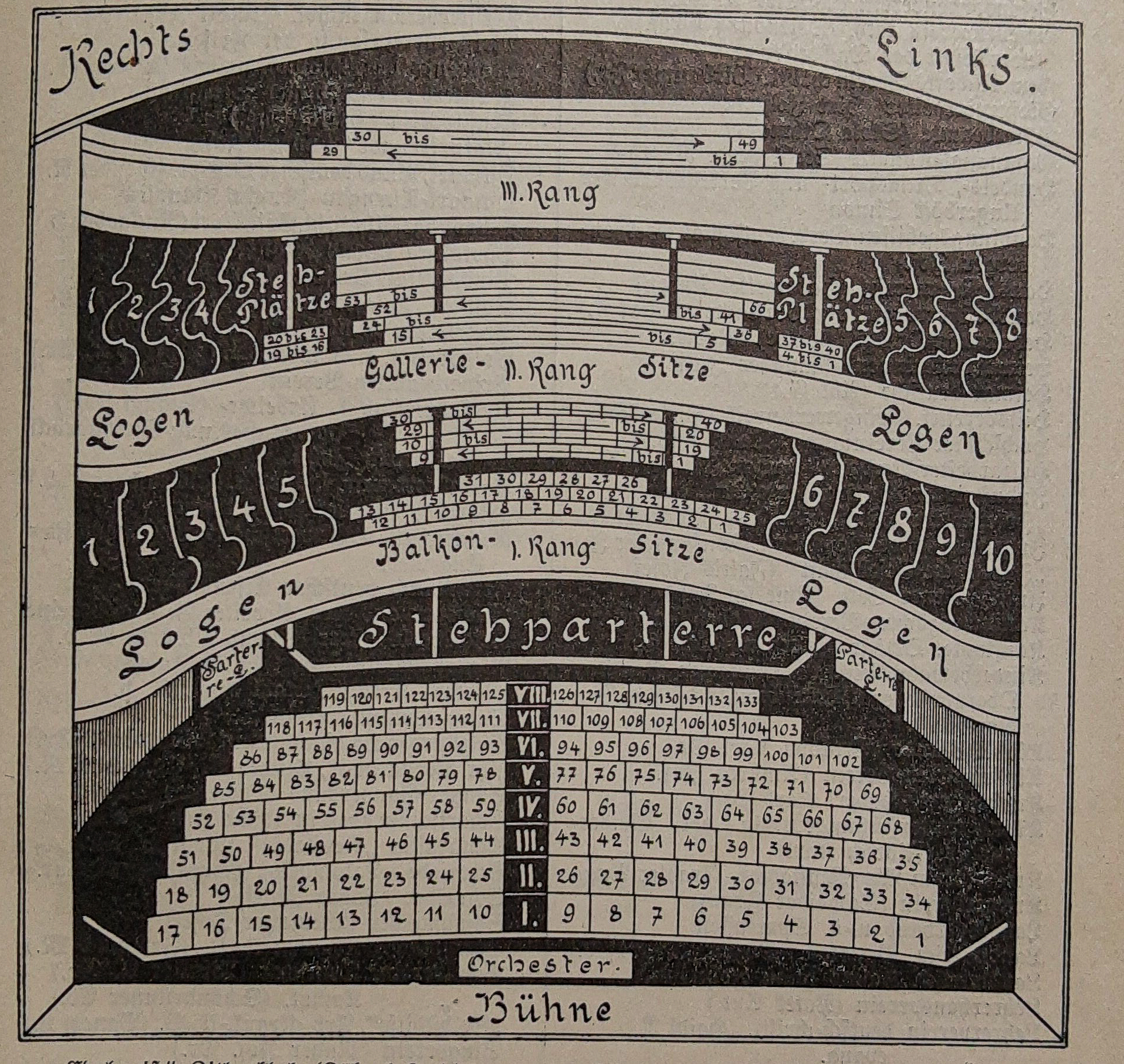
Zuschauerraum (1912)

Karl Merkatz, ein gebürtiger Wiener Neustädter, entdeckte die Kunstform des Theaters im Stadttheater, wurde Ehrenbürger der Stadt und präsentierte sein Buch „Ein Schamerl braucht vier Haxen“ im Jahr 2015 im Stadttheater.